# Kanton Marly-le-Roi
Der Kanton Marly-le-Roi war bis 2015 ein französischer Wahlkreis im Arrondissement Saint-Germain-en-Laye, im Département Yvelines und in der Region Île-de-France; sein Hauptort war Marly-le-Roi. Vertreter im Generalrat des Départements war zuletzt von 1979 bis 2015 Pierre Lequiller (UMP).

## Gemeinden
Der Kanton umfasste drei Gemeinden:
| Gemeinde      | Einwohner Jahr | Fläche km² | Bevölkerungsdichte | Code INSEE | Postleitzahl |
| ------------- | -------------- | ---------- | ------------------ | ---------- | ------------ |
| Louveciennes  | 7.054 (2013)   | 5,37       | 1314 Einw./km²     | 78350      | 78430        |
| Marly-le-Roi  | 16.485 (2013)  | 6,54       | 2521 Einw./km²     | 78372      | 77160        |
| Le Port-Marly | 5.335 (2013)   | 1,44       | 3705 Einw./km²     | 78502      | 78560        |